# Giancarlo Lucariello
Giancarlo Lucariello (Napoli, 1948) è un produttore discografico, editore e regista italiano.

## Carriera
Nel 1968 arrivò a Milano con l'ambizione di diventare un produttore. Fu sua la decisione della pubblicazione in Italia di All the Time in the World di Louis Armstrong, estrapolando il brano da un 33 giri e proponendolo come singolo. In brevissimo tempo divenne un successo. Entrò a far parte dell'ufficio artistico della CGD con Franco Crepax.
Nel 1971, ancora senza esperienza come produttore, inizia a occuparsi della produzione discografica dei Pooh, suoi coetanei; anche se il complesso non è particolarmente noto, Lucariello li conosce e li apprezza già dagli anni sessanta e li contatta promettendo di aprire per loro la strada del successo.
Con l'uscita dei singoli Tanta voglia di lei e Pensiero, la collaborazione dimostra di dare subito ottimi frutti commerciali: dopo il lungo periodo di tiepidi successi che precede l'incontro con Lucariello (1966-1970) il complesso raggiunge in gran fretta un'affermazione notevole e duratura; il primo album scaturito dalla collaborazione è  Opera prima, ma quelli di maggior successo saranno indubbiamente Alessandra e Parsifal.
Un'importante idea di Lucariello è quella di ricercare sonorità suggestive facendo suonare sistematicamente i Pooh insieme a una grande orchestra sinfonica diretta da Gianfranco Monaldi (anche di sessanta elementi) e di concentrare i loro testi sulle tematiche amorose. Così, l'orchestra finisce per accompagnare i Pooh addirittura in tournée, per esempio al teatro Petruzzelli (Bari), al Sistina (Roma), al Lirico (Milano).
Lucariello conduce innumerevoli battaglie con Valerio Negrini riguardo alla stesura dei testi. Quest'ultimo lascerà presto la formazione, pur continuando a restare paroliere del gruppo.
In qualità di produttore artistico, Lucariello tende inoltre a privilegiare la voce di Dodi Battaglia a discapito di quella di Riccardo Fogli, che in precedenza aveva avuto per un breve periodo il ruolo di voce principale. Fogli lascia il gruppo nel 1973, anche in seguito al ridimensionamento del suo ruolo vocale. Così, nel giro di due anni, l'organico del complesso viene rinnovato per metà, raggiungendo però una composizione duratura.
Quando, intorno al 1975, il sodalizio Pooh-Lucariello sembra volgere a un rapido calo di vendite (album Un po' del nostro tempo migliore e Forse ancora poesia), i Pooh fanno pressione per continuare a suonare senza grandi apporti da parte dell'orchestra sinfonica: dato che Lucariello non concorda, i quattro musicisti iniziano ad autoprodursi ponendo definitivamente fine a cinque anni di fruttuosa collaborazione, tornando a differenziare le tematiche dei loro testi e riducendo gradualmente il contributo dell'orchestra sinfonica.
Già nel 1974, Lucariello aveva comunque cominciato a occuparsi di altri artisti, per esempio come produttore di Caterina Caselli,  album Primavera.
Sempre in quell'anno è sua l'idea di Matteo, opera progressiva interpretata da Riccardo Fogli; nel 1975 svolge il ruolo di produttore di Carla Bissi, (più tardi Alice), album La mia poca grande età e singolo Io voglio vivere, raggiunge il primo posto nelle classifiche francesi.

### Dopo il sodalizio con i Pooh
Lucariello e i Pooh sono reciprocamente debitori di un grosso contributo alla loro affermazione. Comunque, anche senza l'appoggio di Lucariello, i Pooh riprendono la strada del gran successo con il singolo Linda; e anche dopo la separazione artistica dal celebre quartetto, Lucariello si occupa con buona riuscita di parecchi altri artisti:
- Nel 1976, è editore e produttore di Riccardo Fogli con il brano Mondo. È sempre sua la produzione dei "singoli" di maggiore successo di Riccardo Fogli tra gli altri: 1979 Che ne sai, 1981 Malinconia, 1982 Storie di tutti i giorni, vincitrice del Festival di Sanremo.
- Nel 1978 è produttore di Alice, album Cosa resta... un fiore
- Nel 1979 crea la società di Edizioni Musicali "Parking".
- Nel 1979 è editore e produttore del brano Comprami interpretato da Viola Valentino.
- Nel 1980 editore e produttore di Gianni Togni, album Luna.
- Nel 1981 editore e produttore di Gianni Togni, album Le mie strade da cui è estratto il singolo Semplice (1 in classifica).
- Nel 1982 editore e produttore di Miguel Bosé con il brano Bravi Ragazzi.
- Nel 1983 editore e produttore di Miguel Bosé, album Milano-Madrid.
- Nel 1983 editore del brano Acquarello di Toquinho.
- Nel 1984 è produttore del disco dei New Glory, un gruppo giovane, composto da Leo Fabrizio, Lorenzo Lavagetti, Anna Mosca e Cristiana Balestrini[5]. Il gruppo esordisce con la canzone “Sorrisi” scritta da Vincenzo Spampinato e Maurizio Fabrizio. Nei primi mesi del 1985 arriva nei top ten di TV Sorrisi e Canzoni e diventa la sigla ufficiale (il jingle) della pubblicità televisiva della stessa rivista. Verrà in seguito usata come sigla per La notte dei Telegatti. Il gruppo sarà ospite di numerosi programmi televisivi, presentati e intervistati da Mike Bongiorno e Maurizio Costanzo prima della performance musicale.
- Nel 1992 editore e produttore diTosca, album Cosa farà Dio di me.
- Nel 1993 editore e produttore di Tosca,  album Attrice e Giovanni Imparato, album Yoruba.
- Nel 1994 ha Ideato, curato la regia e prodotto il concerto teatrale Tosca e Giovanni Imparato realizzato al Teatro Eliseo di Roma
- Nel 1995 editore e produttore di Giovanni Imparato, album Sensi
- Nel 1996 editore e produttore del brano È la mia vita cantata da Al Bano al festival di Sanremo e del brano Strano il mio destino cantato da Giorgia (3 classificata al festival di Sanremo).
- Nel 1996 e 1997 è editore e produttore dell’album Mauro Di Maggio di Mauro Di Maggio con la partecipazione al Festival di Sanremo Giovani 1996 con il brano Non So.
- Nel 1999 crea Classica Oggi, società di produzione di musica e teatro, di cui è il Presidente.
- Nel 2000 ha ideato e curato la regia del concerto teatrale per orchestra da camera, cantanti e voce recitante: John Lennon, la mia vita, la musica, i Beatles.
- Nel 2003 autore e Regista dell'opera di prosa Lennon e John - duello teatrale, interpretata da Giampiero Ingrassia e Giuseppe Cederna.
- Nel 2005 autore, editore e produttore della canzone Che mistero è l'amore, interpretata da Nicky Nicolai e Stefano Di Battista, vincitrice del Festival di Sanremo.
- Dal 2003 al 2007 Componente della Commissione Musica (Siae), Sezione Lirica.
- Dal 2007 al 2011 Consigliere d'Amministrazione della SIAE [6]
- Nel 2010 realizza, Il miracolo delle canzoni, spettacolo di musica e teatro presentato al Festival dei Due Mondi di Spoleto,  che ha ideato e diretto. Interpretato da Roby Facchinetti, Maurizio Fabrizio, Gianluca Ferrato e dallo stesso Giancarlo Lucariello.
- Editore e Regista dell'Oratorio Everyman di Maurizio Fabrizio, libretto di Walter Tortoreto.
- Nel 2011 editore e produttore di Luca Notari, Ep Un mondo in cui credere.
- Nel 2021 esce il suo libro Una melodia infinita - Ritratto del nostro tempo migliore, edito per Baldini+Castoldi[7]
- Nel 2024 editore e produttore di Luca Notari, album Un mondo in cui credere - Romanze senza tempo, distribuito da Nar International